# العلاقات الأوغندية الكورية الجنوبية
العلاقات الأوغندية الكورية الجنوبية هي العلاقات الثنائية التي تجمع بين أوغندا وكوريا الجنوبية.

## مقارنة بين البلدين
هذه مقارنة عامة ومرجعية للدولتين:
| وجه المقارنة                                              | أوغندا                        | كوريا الجنوبية                                                          |
| --------------------------------------------------------- | ----------------------------- | ----------------------------------------------------------------------- |
| المساحة (كم2)                                             | 241.04 ألف                    | 100.30 ألف                                                              |
| عدد السكان (نسمة)                                         | 42.86 مليون                   | 51.47 مليون                                                             |
| الكثافة السكانية (ن./كم²)                                 | 177.81                        | 513.16                                                                  |
| العاصمة                                                   | كامبالا                       | سول                                                                     |
| اللغة الرسمية                                             | لغة إنجليزية، اللغة السواحلية | اللغة الكورية                                                           |
| العملة                                                    | شيلينغ أوغندي                 | وون كوري جنوبي                                                          |
| الناتج المحلي الإجمالي (بليون دولار)                      | 25.89 مليار                   | 1.53 تريليون                                                            |
| الناتج المحلي الإجمالي (تعادل القوة الشرائية) بليون دولار | 72.25 مليار                   | 1.75 تريليون                                                            |
| الناتج المحلي الإجمالي الاسمي للفرد دولار أمريكي          | 705                           | 27.22 ألف                                                               |
| الناتج المحلي الإجمالي للفرد دولار أمريكي                 | 1.77 ألف                      |                                                                         |
| مؤشر التنمية البشرية                                      | 0.483                         | 0.901                                                                   |
| رمز المكالمات الدولي                                      | +256                          | +82                                                                     |
| رمز الإنترنت                                              | .ug                           | .kr                                                                     |
| المنطقة الزمنية                                           | ت ع م+03:00                   | توقيت كوريا الجنوبية، ت ع م+09:00، آسيا/سيول ‏، ت ع م+08:00، ت ع م+08:30 |

## منظمات دولية مشتركة
يشترك البلدان في عضوية مجموعة من المنظمات الدولية، منها:
| علم المنظمة | اسم المنظمة                               | تاريخ انضمام أوغندا | تاريخ انضمام كوريا الجنوبية |
| ----------- | ----------------------------------------- | ------------------- | --------------------------- |
|             | مؤسسة التمويل الدولية                     | 27 سبتمبر 1963      | 16 مارس 1964                |
|             | منظمة حظر الأسلحة الكيميائية              | ?                   | ?                           |
|             | يونسكو                                    | 9 نوفمبر 1962       | 14 يونيو 1950               |
|             | البنك الإفريقي للتنمية                    | ?                   | ?                           |
|             | الأمم المتحدة                             | 25 أكتوبر 1962      | 17 سبتمبر 1991              |
|             | منظمة الشرطة الجنائية الدولية             | ?                   | ?                           |
|             | البنك الدولي للإنشاء والتعمير             | 27 سبتمبر 1963      | 26 أغسطس 1955               |
|             | الاتحاد البريدي العالمي                   | ?                   | ?                           |
|             | مؤسسة التنمية الدولية                     | 27 سبتمبر 1963      | 18 مايو 1961                |
|             | منظمة التجارة العالمية                    | ?                   | ?                           |
|             | الفريق المعني برصد الأرض                  | ?                   | ?                           |
|             | المركز الدولي لتسوية المنازعات الاستشارية | 14 أكتوبر 1966      | 23 مارس 1967                |
|             | وكالة ضمان الاستثمار متعدد الأطراف        | 10 يونيو 1992       | 12 أبريل 1988               |

## وصلات خارجية
- موقع وزارة الخارجية الأوغندية
- موقع وزارة الخارجية الكورية الجنوبية